# Art Institute of Chicago Building
L'Art Institute of Chicago Building è un edificio che ospita l'Art Institute di Chicago e fa parte del Chicago Landmark Historic Michigan Boulevard District.

## Descrizione
Costruito nel 1893 si trova a Grant Park sul lato est di Michigan Avenue. L'edificio fu costruito allo scopo di fornire una struttura aggiuntiva per l'Esposizione mondiale del 1893 e successivamente oer ospitare l'Istituto d'arte. Il nucleo dell'attuale del complesso, situato di fronte ad Adams Street, venne progettata dallo studio Shepley, Rutan and Coolidge e fu ufficialmente aperto al pubblico l'8 dicembre 1893 e fu ribattezzato Allerton Building nel 1968.
La struttura ha subito numerose modifiche e ristrutturazione nel corso del tempo ad opera di vari architetti, tra cui Renzo Piano e Skidmore, Owings & Merrill.
Ad esso poi sono state aggiunte altre strutture edili nel corso degli anni. L'aggiunta più recente è l'ala moderna finanziata in parte da Pat Ryan. Questo nuovo edificio aumenta lo spazio della galleria del 33% e ospita nuove strutture educative. È stato aperto al pubblico il 16 maggio 2009.